# Байан
«Байан» (араб. بیان‎, Bayân) — писания пророка Баба («Врата Бога»), почитаемые народом Байана, как Священное писание. «Байан» в переводе с арабского означает «разъяснение». Начало декламирования и записи «Байана» — 23 мая 1844 года. Запись производил Ака Сэйид Хусейн из Йезда, который являлся одной из первых Букв Жизни, Буквой Син — ﺱ . «Байан» в собирательном смысле — все произведения и откровения Баба.